# Buzon
Buzon är en kommun i departementet Hautes-Pyrénées i regionen Occitanien i sydvästra Frankrike. Kommunen ligger i kantonen Rabastens-de-Bigorre som tillhör arrondissementet Tarbes. År 2022 hade Buzon 81 invånare.

## Befolkningsutveckling
Antalet invånare i kommunen Buzon
| Referens: INSEE |